# La finta giardiniera
La finta giardiniera (“De vermomde tuinierster”, en ook wel: “De tuinierster uit liefde”, naar de Duitse titel “Die Gärtnerin aus Liebe”) (KV 196) is een opera buffa in drie bedrijven van componist Wolfgang Amadeus Mozart. Het libretto is waarschijnlijk geschreven door Giuseppe Petrosellini. De eerste uitvoering vond plaats in 1775 in het Salvatortheater in München.

## Rolverdeling
| Rol                                                                                | Stem                         |
| ---------------------------------------------------------------------------------- | ---------------------------- |
| Don Anchise, de Podestà (burgemeester) van Lagonero, verliefd op Sandrina          | tenor                        |
| La Marchesa Violante Onesti, vermomd als de tuinierster Sandrina                   | sopraan                      |
| Arminda, nichtje van Don Anchise, verloofd met Belfiore, voorheen samen met Ramiro | sopraan                      |
| Contino Belfiore, verloofd met Arminda                                             | tenor                        |
| Cavalier Ramiro, Arminda’s afgewezen minnaar                                       | mezzo-sopraan (castraatstem) |
| Serpetta, dienstmeisje van de Podestà, en verliefd op hem                          | sopraan                      |
| Roberto, bediende van Violante, vermomd als de tuinier Nardo                       | bas                          |

## Synopsis
Het verhaal speelt zich af in Lagonero, in de eerste helft van de 18e eeuw.
Voorafgaand aan het verhaal heeft Graaf Belfiore zijn geliefde, de markiezin Violante Onesti, neergestoken uit jaloezie. In de overtuiging dat hij haar heeft gedood vlucht hij, maar de markiezin overleeft de aanval. Om hem terug te vinden gaat ze met haar bediende Roberto naar Lagonero. Daar treden ze onder de valse namen Sandrina en Nardo als tuiniers in dienst bij de burgemeester. Ondanks dat zij door hem is neergestoken wil de markiezin Belfiore nog steeds terug.
Aan het begin van het eerste bedrijf maken graaf Belfiore en zijn nieuwe liefde Arminda, het nichtje van de burgemeester, zich op om te trouwen. Ramiro, die nog steeds gevoelens heeft voor Arminda, probeert haar echter nog steeds te veroveren, en hoewel zij hem streng afwijst, laten Ramiro's toenaderingen Arminda bepaald niet koud. Ondertussen wordt de burgemeester verliefd op zijn nieuwe tuinierster Sandrina (de vermomde markiezin), en probeert Nardo (de vermomde Roberto) het hart te winnen van Serpetta, het dienstmeisje van de burgemeester. Serpetta op haar beurt is verliefd op haar baas, de burgemeester, en wijst Nardo resoluut af.
Als Arminda aan Sandrina vertelt dat ze met graaf Belfiore gaat trouwen valt Sandrina flauw van de schrik. Graaf Belfiore, die door Arminda wordt opgedragen reukzout voor Sandrina te halen, is geschokt als hij plots zijn oude geliefde herkent. Als ze terugkeert komt Arminda oog in oog te staan met haar oude vlam Ramiro. Dan verschijnt de burgemeester ten tonele en eist uitleg, die geen van de vier kan of durft te geven. Sandrina ontkent dat ze markiezin Violante is, en brengt daarmee Belfiore verder in de war.
In het tweede bedrijf dreigt Ramiro met wraak op zijn rivaal Belfiore als Arminda niet bij hem terugkeert. Om het nog moeilijker te maken voor Arminda blijkt dat bij Belfiore de liefde voor de markiezin weer is opgelaaid. Als Belfiore zijn liefde aan Sandrina wil verklaren, kust hij per ongeluk de hand van de burgemeester. Als later ook nog blijkt dat er een arrestatiebevel tegen de graaf loopt vanwege de moord op de markiezin, blaast de burgemeester de bruiloft met Arminda af in afwachting van het onderzoek. Uit jaloezie ontvoeren Arminda en Serpetta de markiezin en laten haar 's nachts alleen in het bos achter. De burgemeester beveelt iedereen naar haar op zoek te gaan. In het duister van de nacht vinden een aantal verwarde ontmoetingen plaats tussen de karakters. Sandrina en Belfiore vinden elkaar en wanen zich Griekse goden.
In het derde bedrijf eist Ramiro dat de burgemeester hem met Arminda laat trouwen, terwijl Arminda eist dat ze met Belfiore mag trouwen. Verward door alle commotie geeft de burgemeester hen beiden toestemming, als ze hem maar met rust laten. Arminda vertrekt woedend, terwijl Ramiro zich beklaagt over zijn lot. Graaf Belfiore en Sandrina worden wakker uit hun slaap, en Sandrina geeft toe dat zij markiezin Violante Onesti is. Belfiore probeert haar over te halen bij hem terug te komen, maar aanvankelijk weigert zij. Na enige aarzeling vallen de geliefden elkaar echter weer in de armen. Arminda geeft toe aan de toenaderingen van Ramiro, en Serpetta aan die van Nardo (Roberto). De burgemeester is beteuterd omdat hij Sandrina heeft misgelopen, maar accepteert zijn lot en laat de drie paren trouwen.